# 羊汤

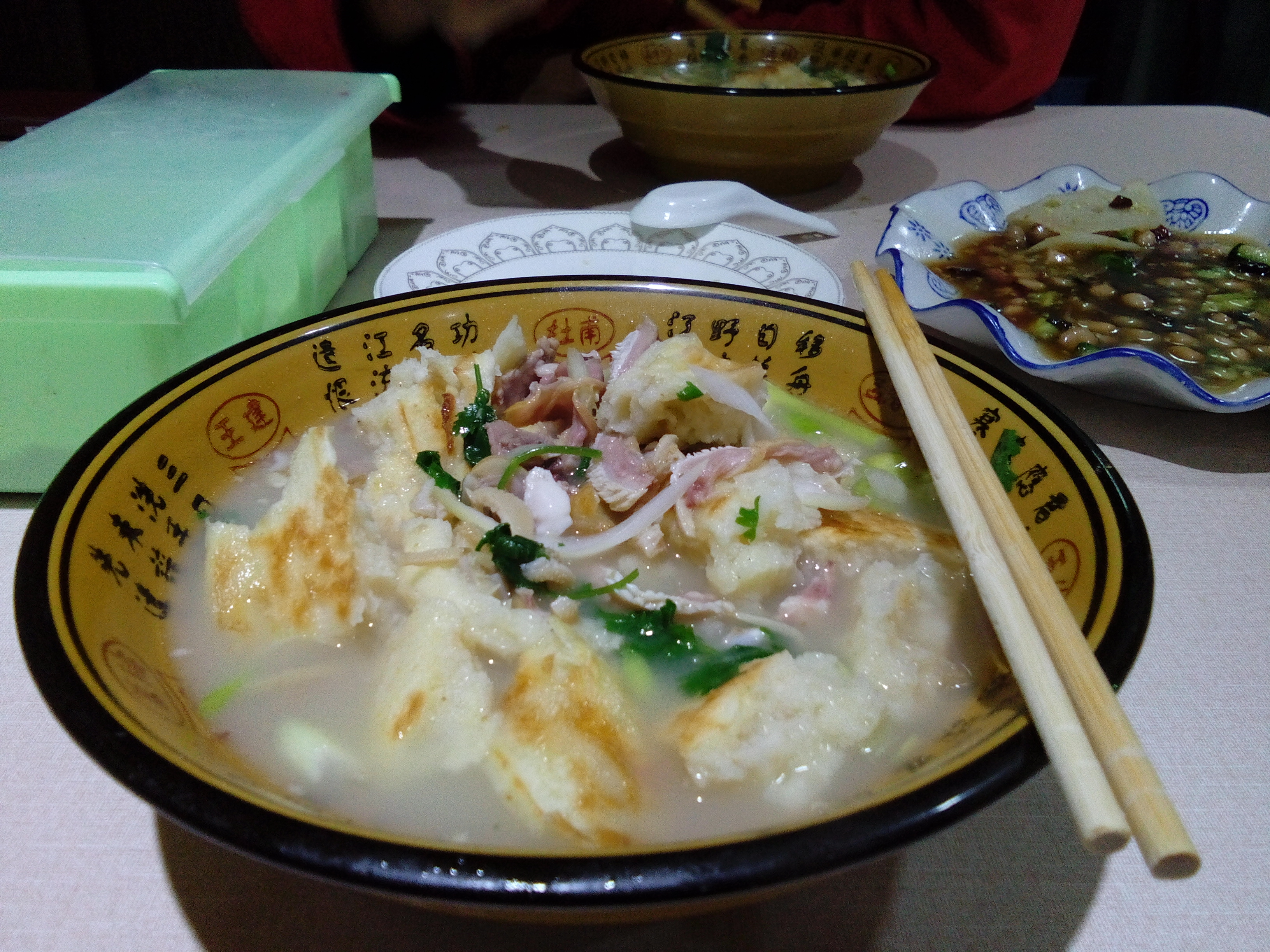
河北邢台地区的隆尧羊汤

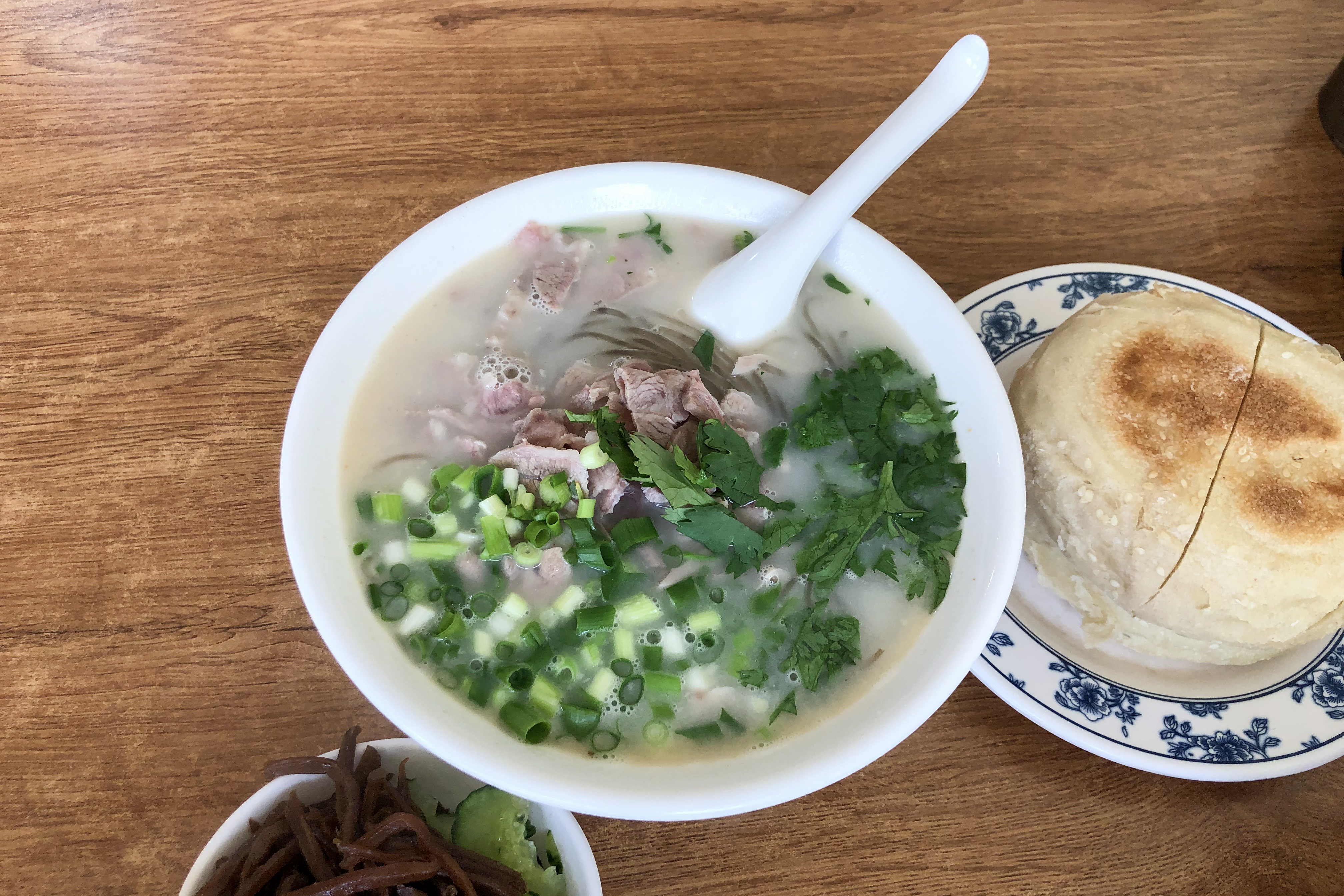
北京市内配烧饼食用的的羊汤

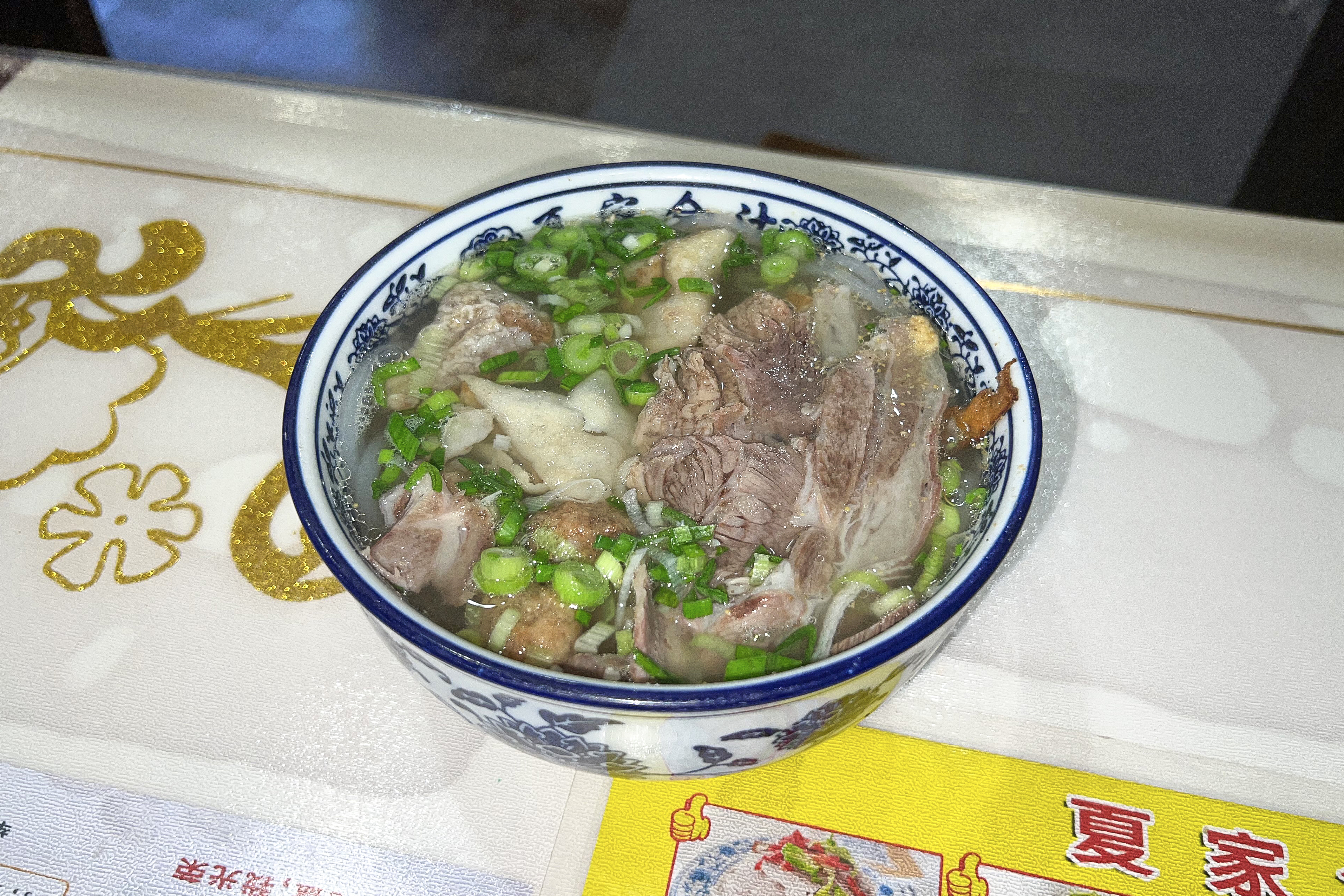
甘肃敦煌市的羊肉合汁，配料除羊肉外还有猪肉丸等

羊汤是一道以羊骨和羊杂为主料熬制而成的汤。在中国北方寒冷地区尤其受到欢迎，部分地区亦有三伏喝羊汤的习惯。

## 烹饪方法
羊汤一般以羊肉，羊骨或羊血等羊杂加水熬制，通常为浓厚的白汤。 

## 食用方法
多数情况下羊汤与熬制时使用的羊肉等一同提供。羊汤虽然可以直接饮用，但因为羊汤具有羊肉特有的膻味，所以一般配以醋、姜末、葱花、辣椒、胡椒等具有强烈味道的佐料食用。羊汤也可以以羊汤泡馍、羊汤面等形式提供。有时羊汤也被作为锅底用来涮火锅。配以羊肉、羊杂碎一共食用的羊汤又会被称为“羊肉汤”、“羊杂汤”。